# Hemmental
Hemmental es una antigua comuna suiza del cantón de Schaffhausen, actualmente parte de la ciudad de Schaffhausen.

## Geografía
El antiguo terreno comunal se encuentra en el Randen, un cerro que domina la geografía cantonal. Antiguamente la comuna limitaba al norte con las comunas de Beggingen y Merishausen, al este y sureste con Schaffhausen, al sur con Beringen, y al oeste con Siblingen y Schleitheim.

## Historia
Entre 1090 y 1100 el conde Burkhard von Nellenburg hizo don de Hemmental a la abadía de Allerheiligen de Schaffhausen. En 1122 la aldea es mencionada como sede del tribunal de la abadía. El monasterio detenía la alta justicia, y en 1346 compra también la baja justicia. Tras la secularización (entre 1525 y 1530) la soberanía quedó a manos de la ciudad de Schaffhausen. Desde entonces y hasta 1798, Hemmental, Beringen y Griesbach formaban la bailía de Beringen.
Una iglesia fue atestada en el siglo XII. La iglesia estaba dedicada a San Nicolás (primera mención en 1492) y fue dirigida en la Edad Media por un monje de la abadía. El edificio medieval aún existe, pero ha sido transformado y agrandado. Tras su renovación en 1929 Augusto Giacometti fue llamado para escoger los colores de la decoración interior y exterior de la iglesia. 
El 27 de abril de 2008 se llevó a cabo la votación en la comuna de Hemmental, así como en la ciudad de Schaffhausen, para decidir sobre la fusión de las dos comunas. En Hemmental hubo 187 votos a favor, contra 184, con una mayoría absoluta de 186 votos y una participación del 95,7% del padrón electoral. En la ciudad de Schaffhausen hubo 7444 Sí, contra 3599 No.
Tras la aprobación por parte del Consejo Cantonal (Parlamento cantonal) el 2 de junio de 2008 por 69 votos a favor y 1 en contra, se aprobó la unión de la comuna de Hemmental con la ciudad de Schaffhausen para el 1 de enero de 2009.